# Henri Simonin

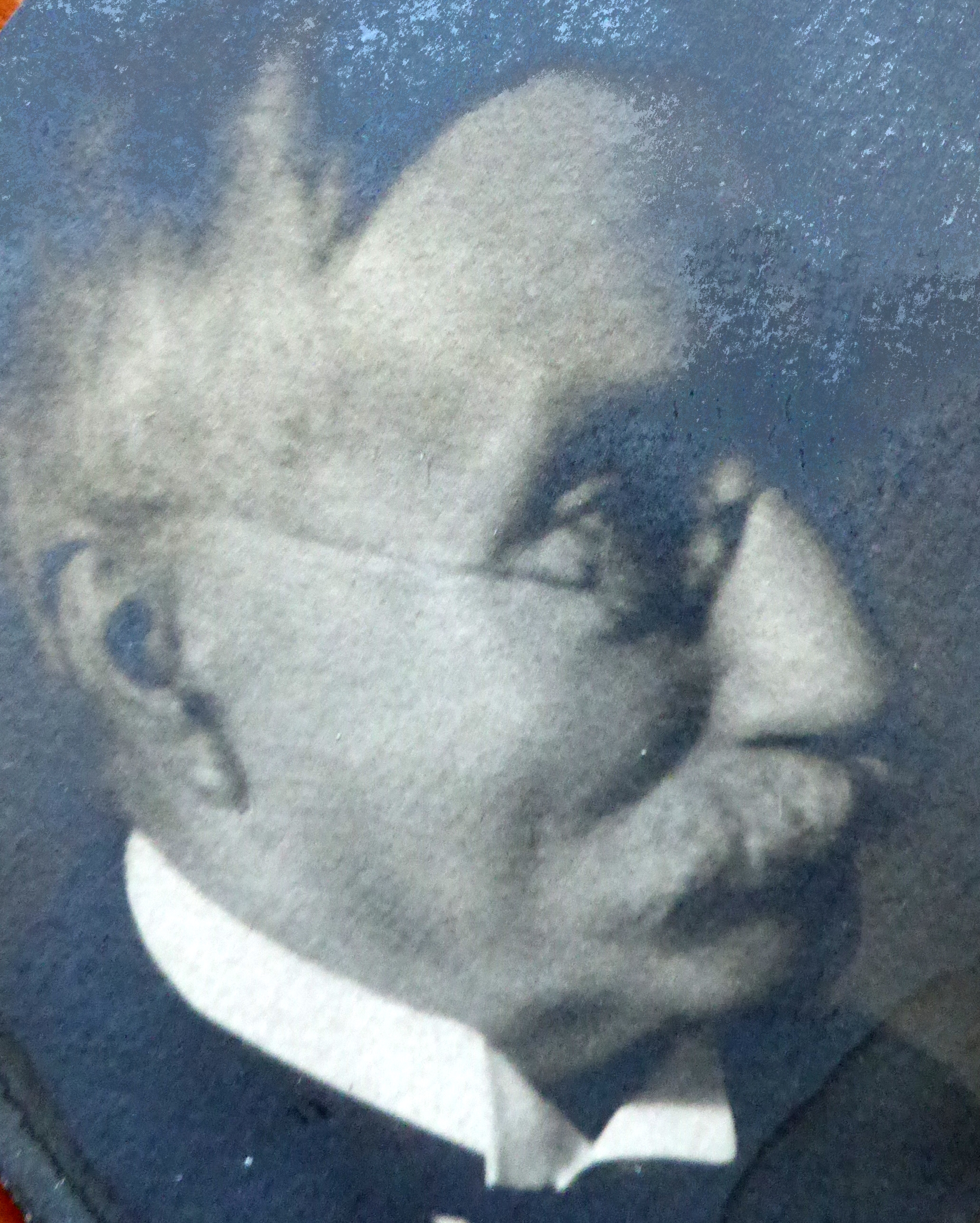
Henri Simonin

Henri Simonin (* 19. November 1855 in Pruntrut; † 6. November 1927 in Bern) war ein Schweizer Richter und Politiker (FDP). Von 1904 bis 1917 gehörte er dem Nationalrat an, von 1904 bis zu seinem Tod amtierte er als Berner Regierungsrat.

## Biografie
Der Sohn eines Lehrers studierte Recht an den Universitäten Leipzig und Bern. 1880 erhielt Simonin das Anwaltspatent und war die folgenden zwei Jahre als Rechtsanwalt in Pruntrut tätig. Von 1882 bis 1884 amtierte er als Präsident des Bezirksgerichts Delsberg, danach weitere zwanzig Jahre als Richter am Obergericht des Kantons Bern.
Als 1904 Louis Joliat als Nationalrat zurücktrat, wurde Simonin in einer Nachwahl im Wahlkreis Nordjura zu dessen Nachfolger gewählt. In der Folge gelang ihm viermal die Wiederwahl und er gehörte dem Parlament bis 1917 an. Ebenfalls im Jahr 1904 wurde er zum Regierungsrat gewählt. Als Mitglied der Berner Kantonsregierung stand er dem Justizdepartement vor. Unter anderem regelte er das Notariatswesen neu, reorganisierte die Gerichtsbehörden und führte ein neues Gemeindegesetz ein. Daneben gehörte er dem Verwaltungsrat der Schweizerischen Bundesbahnen an. Simonin setzte sich zwar für eine grössere Autonomie des französischsprachigen Jura innerhalb des Kantons Bern ein, widersetzte sich aber separatistischen Bestrebungen.
Der Diplomat Pierre-Yves Simonin ist sein Enkel.